# José Rui Tavares da Veiga
José Rui Tavares da Veiga, meglio conosciuto come Zé Rui (Póvoa de Santa Iria, 16 settembre 1982), è un ex calciatore portoghese naturalizzato capoverdiano, di ruolo centrocampista.